# Montfort-sur-Argens
Montfort-sur-Argens is een gemeente in het Franse departement Var (regio Provence-Alpes-Côte d'Azur) en telt 1041 inwoners (2005). De plaats maakt deel uit van het arrondissement Brignoles.

## Geografie
De oppervlakte van Montfort-sur-Argens bedraagt 11,9 km², de bevolkingsdichtheid is 87,5 inwoners per km².
De onderstaande kaart toont de ligging van Montfort-sur-Argens met de belangrijkste infrastructuur en aangrenzende gemeenten.

## Demografie
Onderstaande figuur toont het verloop van het inwonertal (bron: INSEE-tellingen).